# Премия свободы имени Андрея Сахарова

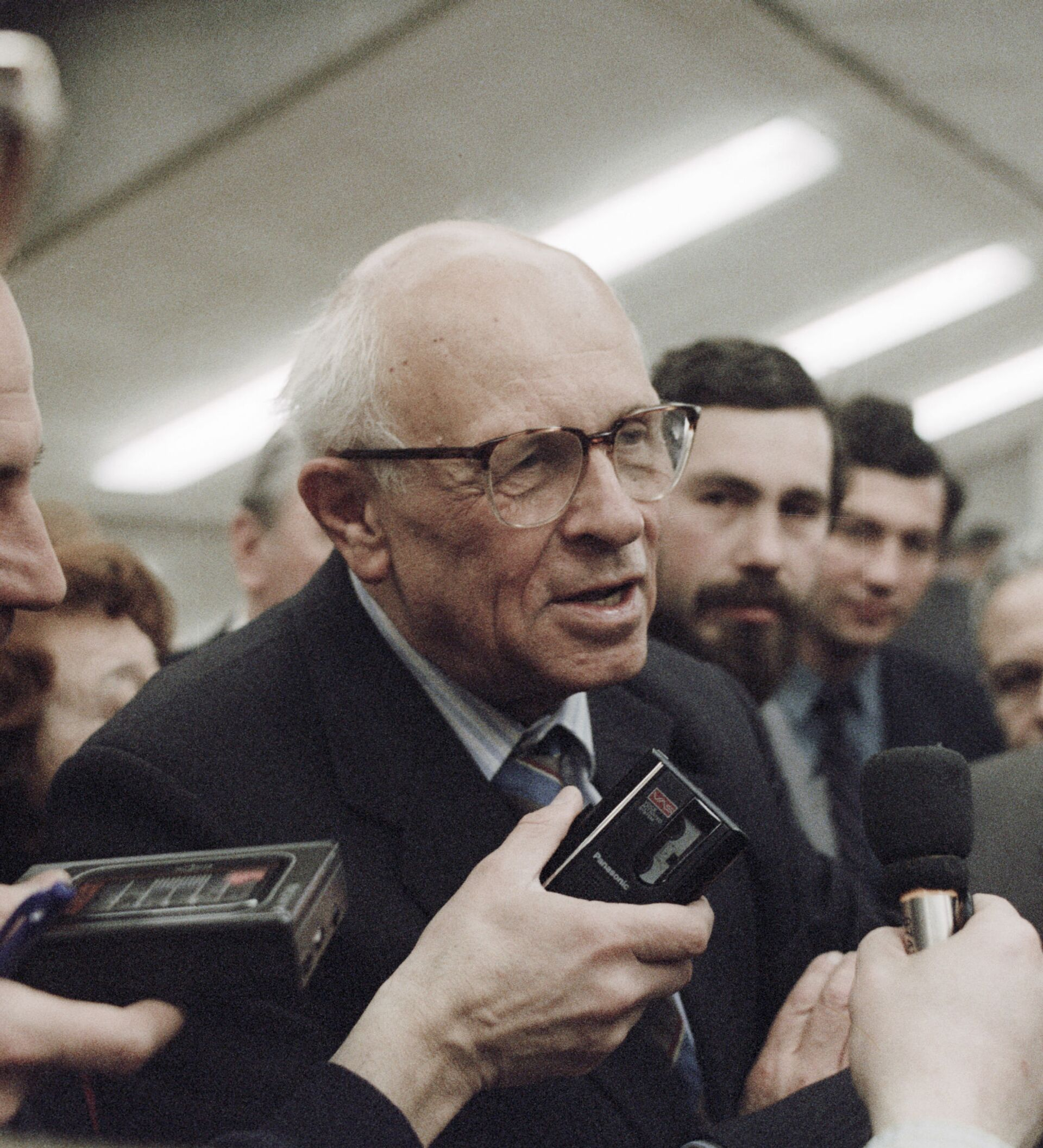
Андрей Сахаров

Пре́мия свобо́ды и́мени Андре́я Са́харова — премия в области прав человека, учреждённая в 1980 году Норвежским Хельсинкским комитетом при поддержке Андрея Сахарова. Цель премии — помочь людям, преследуемым из-за своих убеждений или находящимся в тюрьме.

## Лауреаты
- 1984 — Хартия 77 ЧССР

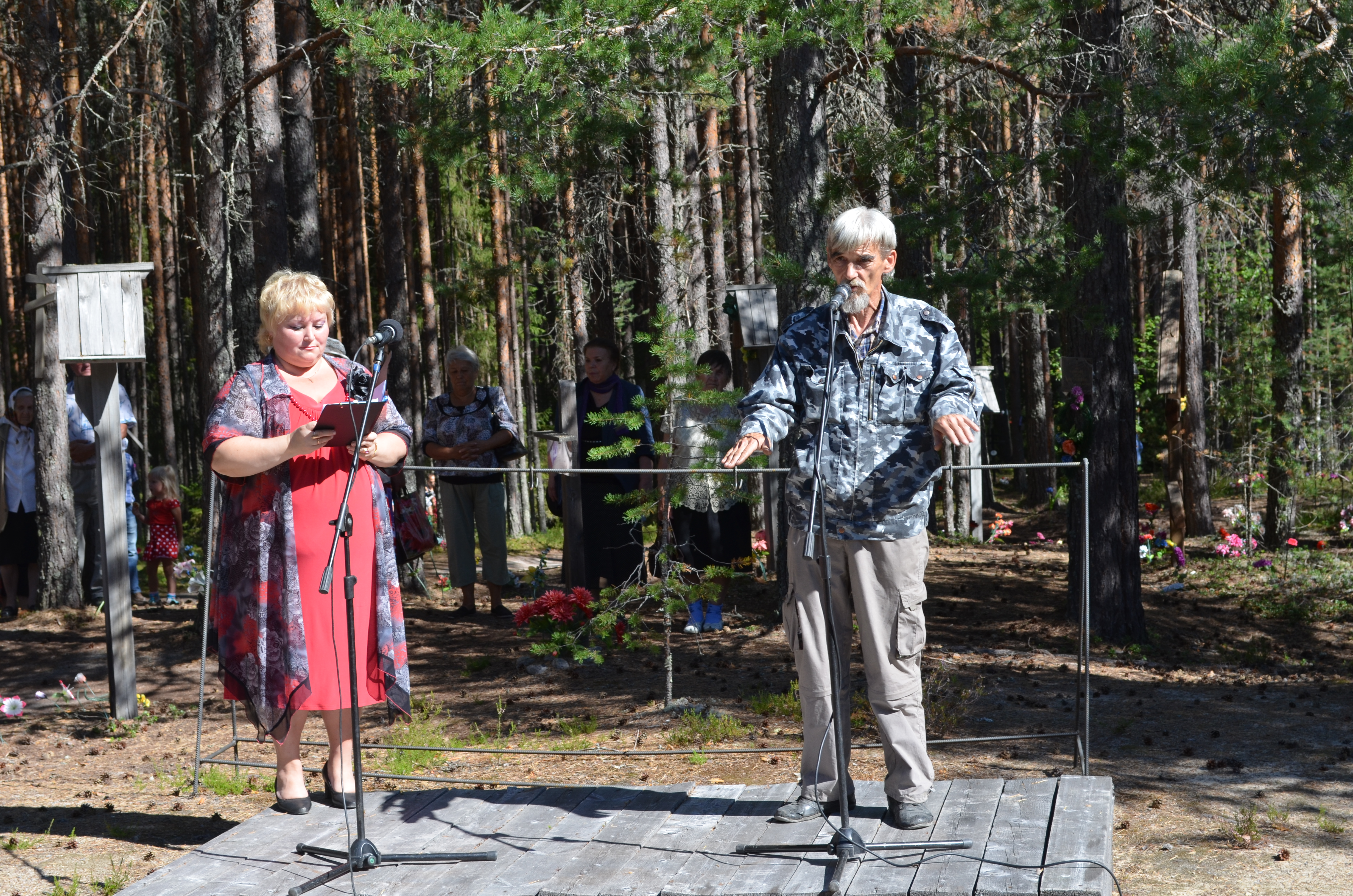
Юрий Дмитриев в Сандармохе (2013 год)

- 1996 — Сергей Ковалёв, Правозащитник «Мемориал», российский правозащитник.
- 2002 — Элиза Мусаева, ПЦ «Мемориал» Россия, правозащитница
- 2002 — Амор Мазович из Комиссии по пропавшим без вести боснийцам
- 2006 — Алесь Беляцкий, правозащитник Белорусского правозащитного центра «Весна»
- 2007 — Светлана Ганнушкина, ПЦ «Мемориал», российский правозащитник
- 2010 — Евгений Жовтис, Казахстанское международное бюро по правам человека и соблюдению законности Казахстанский правозащитник
- 2012 — Лилия Шибанова из российской организации по наблюдению за выборами «Голос»
- 2014 — Расул Джафаров, Лейла Юнус, Анар Мамедли и Интигам Алиев Азербайджанские правозащитники, политзаключенные
- 2017 — «Новая газета» и организация «Комитет по предупреждению пыток» Российские борцы с пытками
- 2019 — Венгерский Хельсинкский комитет Венгерская правозащитная организация
- 2021 — Юрий Алексеевич Дмитриев, российский историк и диссидент (находится в заключении в России).
- 2023 — Трутх Хоунд Правозащитная организация, Украина [1]